# Directeur de thèse
Un directeur de thèse ou une directrice de thèse est une personne, généralement chercheuse ou enseignante-chercheuse,  qui supervise le travail d'un doctorant. 
Dans certains cas, une même thèse peut être encadrée par plusieurs directeurs de thèse (on parle alors de thèse en cotutelle et de codirecteur de thèse). Les raisons d'un coencadrement sont diverses : les codirecteurs peuvent être des chercheurs appartenant à des groupes différents en collaboration (en particulier, dans le cas de collaborations internationales), des chercheurs de disciplines différentes encadrant une thèse transdisciplinaire, des chercheurs académiques et d'entreprises privées dans le cas d'une collaboration industrielle, ou enfin des chercheurs d'ancienneté différente — le plus jeune se formant ainsi à l'encadrement.
Le  directeur de thèse principal appartient généralement à la recherche académique et justifie d'une expérience suffisante du travail de recherche, et parfois de celui d'encadrement. Un directeur de thèse peut encadrer plusieurs doctorants simultanément.

## Règlementation en France
En France, le doctorat est réglementé par l'arrêté du 25 mai 2016 relatif à la formation doctorale.
Ce texte précise qu'un directeur ou codirecteur de thèse doit être : 
- soit un professeur des universités ou équivalent,
- soit un chercheur ou un enseignant-chercheur d'un établissement d'enseignement supérieur, d'un organisme public de recherche ou d'une fondation de recherche, possédant l'habilitation à diriger des recherches (HDR),
- soit un docteur, choisi personnellement en raison de sa compétence scientifique par le chef d'établissement, sur proposition du directeur de l'école doctorale et après avis du conseil scientifique de l'établissement.

Un directeur de thèse peut encadrer plusieurs doctorants simultanément, dans la limite fixée par le conseil scientifique de l'établissement dans lequel il travaille. L'encadrement de thèses est un des critères d'obtention de la PEDR (Prime d'Encadrement Doctoral et de Recherche). Voir les références réglementaires sur le site de la Guilde des Doctorants. Les règlements limitent l'attribution de cette prime à environ 50 % des demandeurs.

## Règlementation anglo-saxonne
Dans les pays anglo-saxons, tout comme en France, les chercheurs qui ne sont pas affiliés à une université ne peuvent pas être directeur de thèse principal. Ils peuvent en revanche coencadrer des doctorants. Ainsi, un doctorant doit obligatoirement être inscrit dans une école doctorale, celle-ci étant obligatoirement affiliée à une université.